# Templo de Nuestra Señora de la Asunción de Villa Milpa Alta

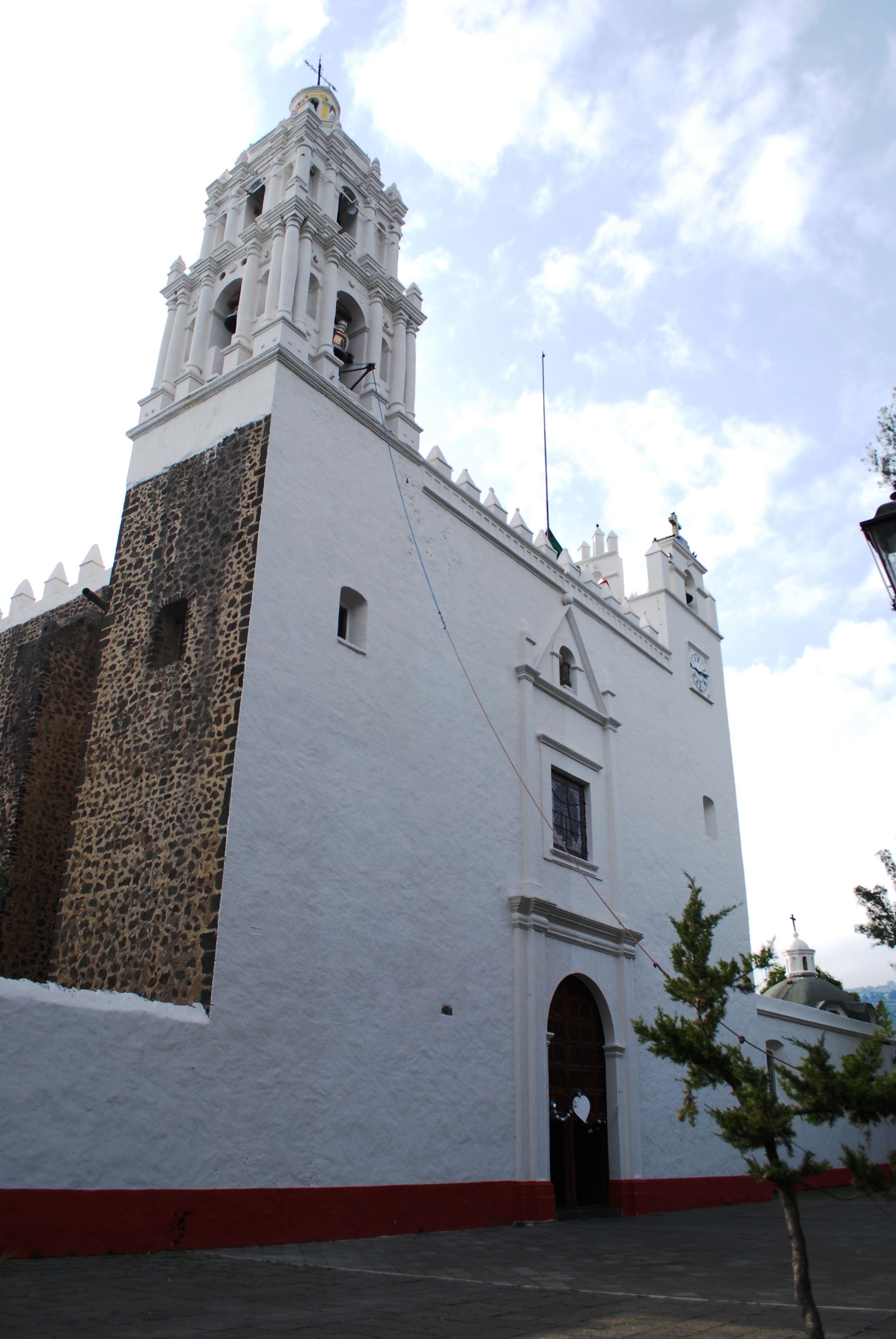

Se construyó entre 1585 y 1630 está decorada en su interior con  Talavera de Puebla azul y obras del arte virreinal y neoclásico y en su exterior cuenta con una hermosa pila bautismal labrada en piedra con algunos rostros indígenas.
La presencia de la virgen o, mejor dicho, su aparición dejó una importante huella en parte de la historia de Milpa Alta, pues aquí es representada en dos escenas de la pintura que se hizo para sustituir el mapa antiguo de la propiedad comunal (hoy perdido). La petición de los naturales de Milpa Alta para la hechura de dicho documento está fechada en el año de 1690 y tuvo como respuesta su autorización, la cual fue concretada en una pintura del mapa al óleo.